# Nathan Delfouneso
Nathan Delfouneso (ur. 2 lutego 1991) – angielski piłkarz grający na pozycji napastnika.
Nathan Delfouneso dołączył do Aston Villi w 2008 roku. Jest wychowankiem tamtejszej akademii. W Premier League zadebiutował w lutym 2008 roku w meczu z Fulham. Latem 2013 roku Delfouneso ponownie został wypożyczony do Blackpool. Obecnie gra w angielskiej drużynie narodowej U-21.